# Matt Freeman
Pour l’article homonyme, voir Le Pouvoir des Cinq#Personnages principaux.
Pour les articles homonymes, voir Freeman.
 (janvier 2017).
Si vous disposez d'ouvrages ou d'articles de référence ou si vous connaissez des sites web de qualité traitant du thème abordé ici, merci de compléter l'article en donnant les références utiles à sa vérifiabilité et en les liant à la section « Notes et références ».
Matthew Freeman, né selon les sources le 23 avril ou le 14 juin 1966 à Albany, est le bassiste du groupe punk Rancid.
Il joue à la fois avec les doigts et au médiator sur certaines chansons. De plus, son style de jeu est à la fois énergique et mélodique, utilisant beaucoup de montées et descentes. Il chante aussi parfois quelques chansons (notamment sur les albums Rancid (1993) et Rancid (2000)) et est habituellement seconde voix du groupe. 

## Biographie
Matt Freeman est né à Albany, une banlieue de Californie, située entre Berkeley et El Cerrito, regroupant la classe ouvrière. Il fit la connaissance de Tim Armstrong alors âgé de cinq ans. Ils sont restés amis depuis ce temps là. Ils jouèrent ensemble au baseball dans l'organisation Little League, et plus tard, allèrent dans la même école jusqu'au secondaire. Ils découvrirent le "monde de la musique punk" lorsqu'Armstrong écouta une cassette, appartenant à son frère ainé, de divers groupes punks. Puis, Tim et Matt commencèrent à jouer ce genre de musique. Ils furent membres de plusieurs groupes, dont le premier fut Basic Radio qui se sépara autour de 1986-87.
En 1987, Freeman et Armstrong formèrent le groupe Operation Ivy. Après sa séparation en mai 1989, ils formèrent un nouveau groupe, Downfall, qui incluait presque tous les membres d'Operation Ivy, sauf Jesse Michaels, plus deux nouveaux membres. Downfall enregistra un album contenant 10 chansons, mais qui ne fut pas mis en vente. Puis, ce groupe se sépara à son tour. Freeman et Armstrong formèrent par la suite Generator et donnèrent quelques spectacles, mais ce groupe n'enregistra jamais rien. Après tout cela, Freeman joua environ un an dans le groupe punk MDC.
Puis, en 1992, Freeman et Armstrong recrutèrent le batteur Brett Reed et formèrent le très populaire groupe Rancid. Le guitariste des UK Subs, Lars Frederiksen se joignit par la suite au groupe en 1994.
Pendant le hiatus de Rancid en 2004, Freeman remplaça John Maurer dans le groupe Social Distortion, mais ne figura toutefois pas sur leur album Sex, Love and Rock 'n' Roll. Puis, Freeman fut remplacé par Brent Harding en 2005.
En mai 2005, un cancer du poumon lui fut diagnostiqué, mais en juin 2005, un second diagnostic révéla qu'il ne s'agissait que d'une croissance anormale d'un tissu biologique et que cela n'allait pas mettre fin à ses jours.